# Žalmanovská lípa
Žalmanovská lípa je památný strom lípa malolistá (Tilia cordata), který roste v aleji jabloní, topolů a jasanů u staré, dnes již slepé silnice z Andělské Hory do Stružné, asi 750 m severozápadně od Žalmanova v okrese Karlovy Vary v Karlovarském kraji. Kmen stromu má obvod 466 cm a přibližně ve výšce 7 m se dělí do 5 kosterních větví, které vytvářejí širokou kulovitou korunu. Strom je chráněn od roku 2009 pro svůj vzrůst.

## Stromy v okolí
- Alvínina lípa
- Andělské lípy
- Klen na hřbitově
- Jakobovy lípy